# Juan Velázquez de León
Juan Velázquez de León (... – Tenochtitlán, 1520) fu un conquistador spagnolo che, assieme ad Hernán Cortés, partecipò alla terza spedizione spagnola in America continentale (attuale Messico) nel 1519.

## Biografia
È noto per essere stato parente del governatore di Cuba, Diego Velázquez de Cuéllar, e per aver servito Hernán Cortés durante la Conquista. Ebbe un ruolo decisivo nella sconfitta dell'esercito di Pánfilo de Narváez, quando ne comprò i comandanti con oro e gioielli, cosicché alla prima opportunità questi passarono dalla parte di Cortés. Morì verso la fine del 1520, durante un attacco dell'esercito azteco alla colonna spagnola che cercava di lasciare la città di Tenochtitlán.